# Finala Campionatului Mondial de Fotbal 1930
Finala Campionatului Mondial de Fotbal 1930 s-a jucat între finalistele de la Olimpiada din 1928, Uruguay și Argentina.
Finala s-a jucat pe Estadio Centenario pe 30 iulie. Porțile stadionului s-au deschis la opt fix, cu șase ore înainte de lovitura de început, la amiază stadionul fiind plin, oficial având capacitatea de 93.000 de locuri. O neînțelegere în privința mingii cu care se va juca a făcut FIFA să intervină și să stabilească ca prima repriză să se joace cu o minge adusă de Argentina și cea de-a doua cu o minge adusă de Uruguay.  Meciul s-a terminat 4-2 pentru Uruguay (2-1 la pauză pentru Argentina), astfel campioana olimpică devenind și campioană mondială, trofeul Campionatului Mondial fiindu-le înmânat de Jules Rimet, trofeul mai târziu fiind numit după el. Ziua următoare a fost declarată sărbătoare națională în Uruguay; în capitala Argentinei, Buenos Aires o mulțime a aruncat cu pietre în consulatul Uruguayului.
Un singur jucător din acea finală , Francisco Varallo (care a jucat ca atacant pentru Argentina), este încă în viață la 5 februarie 2010.

## Detaliile meciului
| Uruguay                                   | 4 – 2  | Argentina                |
| ----------------------------------------- | ------ | ------------------------ |
| Dorado 12' Cea 57' Iriarte 68' Castro 89' | Report | Peucelle 20' Stábile 37' |

| Uruguay | Argentina |

| URUGUAY:        |  |                     |
|                 |  |                     |
| P               |  | Enrique Ballesteros |
| F               |  | José Nasazzi (c)    |
| F               |  | Ernesto Mascheroni  |
| M               |  | José Andrade        |
| M               |  | Lorenzo Fernández   |
| M               |  | Álvaro Gestido      |
| M               |  | Pablo Dorado        |
| M               |  | Héctor Scarone      |
| A               |  | Héctor Castro       |
| M               |  | Pedro Cea           |
| M               |  | Santos Iriarte      |
| Antrenor:       |  |                     |
| Alberto Suppici |  |                     |

| ARGENTINA:                              |  |                      |
|                                         |  |                      |
| P                                       |  | Juan Botasso         |
| F                                       |  | José Della Torre     |
| F                                       |  | Fernando Paternoster |
| M                                       |  | Juan Evaristo        |
| M                                       |  | Luis Monti           |
| M                                       |  | Pedro Suárez         |
| M                                       |  | Carlos Peucelle      |
| M                                       |  | Francisco Varallo    |
| A                                       |  | Guillermo Stábile    |
| M                                       |  | Manuel Ferreira (c)  |
| M                                       |  | Mario Evaristo       |
| Antrenor:                               |  |                      |
| Francisco Olazar și Juan José Tramutola |  |                      |

| Tușieri: Ulises Saucedo Henri Christophe |